# Хале-Вилворде
Хале-Вилворде (на нидерландски: Halle-Vilvoorde) е окръг в Централна Белгия, провинция Фламандски Брабант. Площта му е 943 km², а населението – 632 134 души (по приблизителна оценка от януари 2018 г.).